# Poklon Svetih treh kraljev 1475 (Botticelli)
 Poklon Svetih treh kraljev  je slika italijanskega renesančnega mojstra Sandra Botticellija iz leta 1475 ali 1476 v zgodnji karieri. Delo je na ogled v galeriji Uffizi v Firencah. Botticelliju je bilo naročeno, da naslika vsaj sedem različic Poklona Svetih treh kraljev. To različico je naročil Gaspare di Zanobi del Lama za svojo pogrebno kapelo v baziliki Santa Maria Novella.

## Vstavljeni portreti Medičejcev
Na prizorišču so prisotni številni liki, med katerimi je več članov družine Medici: Cosimo de' Medici (kralj, ki kleči pred Marijo, Giorgio Vasari je opisal kot »najboljše od vsega, kar je trenutno še ostalo od njegovega življenja in moči«), njegova sinova Piero (drugi kralj, ki kleči v sredini z rdečim plaščem) in Giovanni (tretji kralj) ter njegova vnuka Giuliano in Lorenzo. Trije Medičejci, ki so bili predstavljeni kot Sveti trije kralji, so bili v času, ko je bila slika naslikana, vsi mrtvi, Firencam pa je dejansko vladal Lorenzo.
Ali so Botticellijevi intimni odnosi z brati Medičejci omogočili premožnemu Gaspareju, da je predstavil portrete svojih sorodnikov v svojem oltarju ali pa je bil Gaspare vesel te priložnosti, da je močnim osebam izkazal milostljiv kompliment, je težko povedati. Iz velikih bolečin, ki jih je Botticelli nadel tem figuram pa je razvidno, da je to pomemben del namena.
V sliko naj bi bil vključen tudi sam Gaspare, saj je starec na desni strani z belimi lasmi in svetlo modro odejo, ki gleda in kaže na opazovalca. Poleg tega naj bi tudi Botticelli naredil avtoportret kot svetlolasec z rumenim plaščem na skrajni desni strani.

## Slog
Vasari v svojem Življenje umetnikov opisuje Poklon na naslednji način:
 glav v tem prizoru je neopisljivo, njihova stojišča so različna, nekateri polnega obraza, nekateri v profilu, nekateri tri četrtine, nekateri upognjeni in na različne druge načine, medtem ko so izrazi spremljevalcev, tako mladih kot starih, zelo raznoliki, prikazujejo umetnikovo popolno obvladanje svojega poklica. Sandro nadalje jasno prikazuje razliko med položajem vsakega od kraljev. To je čudovito delo v barvi, obliki in kompoziciji.
Pozornost na podrobnosti, kot je na primer upodabljanje oblačil, kaže, da je florentinski umetnik na tem mestu svoje kariere pridobil vpliv flamske šole.